# Ramón Moreno Bustos
Ramón Moreno Bustos, né le 26 mai 1966, est un homme politique espagnol membre du Parti populaire (PP).
Il est élu député de la circonscription de Saragosse lors des élections générales de mars 1996.

## Biographie

### Vie privée
Il est marié et père d'une fille.

### Études et profession
Il est diplômé en droit fiscal, en marketing et en consultation d'entreprises. Il travaille comme assesseur fiscal et administrateur de biens.

### Député des Cortes d'Aragon
Il postule en douzième position sur la liste de Santiago Lanzuela à l'occasion des élections aragonaises de mai 1995 dans la circonscription autonomique de Saragosse. Élu aux Cortes d'Aragon après que le parti a remporté 186 240 voix et treize mandats, il démissionne moins d'un an plus tard pour se porter candidat lors des élections générales de mars 1996.

### Député national vétéran
Placé en troisième position sur la liste de coalition avec le Parti aragonais (PAR) conduite par Gustavo Alcalde, les quatre sièges remportés par la liste assurent son élection au Congrès des députés. Il est alors membre de la commission de la Défense, de celle de l'Éducation et de la Culture, de celle de la Politique sociale et de l'Emploi et de la commission de la Coopération internationale pour le développement. Il concourt lors des élections suivantes de mars 2000 — qui voient José María Aznar remporter la majorité absolue des sièges du Congrès — sur la liste de Luisa Fernanda Rudi et Gabriel Cisneros. Réélu, il se maintient à la commission de la Défense mais intègre celle de la Santé et de la Consommation, en plus d'assumer les responsabilités de porte-parole adjoint à la commission du contrôle parlementaire de RTVE. De nouveau candidat et élu sur une liste comprenant seulement le PP en mars 2004, il devient membre du groupe d'amitié avec la Chambre des députés de Tunisie à partir de avril 2005, fonction qu'il cumule avec son porte-parolat à la commission de RTVE devenue commune avec le Sénat.
Sous la deuxière législature du socialiste José Luis Rodríguez Zapatero à la présidence du gouvernement, il est promu premier vice-président de la commission de RTVE et devient membre de la commission de la Culture et porte-parole adjoint de la commission du Logement entre mai et septembre 2008. Éternel numéro trois de la liste, il est réélu en novembre 2011 et devient membre suppléant de la députation permanente dans les derniers mois de la législature. Pour la XIe législature, il devient porte-parole adjoint de la commission bicamérale de la Sécurité nationale et intègre, comme suppléant, la délégation espagnole à l'Assemblée parlementaire de l'OTAN. Il est promu titulaire et retrouve la commission de RTVE lors de la législature suivante.
Considéré comme proche du président du parti Mariano Rajoy, il est membre de la Junte directive nationale de la formation politique et fait partie de l'équipe réduite chargée d'organiser les campagnes électorales alors même qu'il n'était pas membre du comité exécutif. Lors du 18e congrès du parti de février 2017, il est récompensé et nommé secrétaire exécutif à l'Extérieur. Il rejoint alors Roberto Bermúdez de Castro et Luisa Fernanda Rudi, les deux aragonais déjà membres de la direction du parti.